# Euscyrtus
Euscyrtus is een geslacht van rechtvleugeligen uit de familie krekels (Gryllidae). De wetenschappelijke naam van dit geslacht is voor het eerst geldig gepubliceerd in 1844 door Guérin-Méneville.

## Soorten
Het geslacht Euscyrtus omvat de volgende soorten:
- Euscyrtus angustifrons Chopard, 1969
- Euscyrtus bipunctatus Chopard, 1958
- Euscyrtus bivittatus Guérin-Méneville, 1844
- Euscyrtus bolivari Chopard, 1969
- Euscyrtus fuscus Ingrisch, 1987
- Euscyrtus intermedius Ingrisch, 1987
- Euscyrtus laminifer Chopard, 1936
- Euscyrtus lineoculus Ingrisch, 1987
- Euscyrtus madagascarensis Gorochov, 1988
- Euscyrtus major Chopard, 1925
- Euscyrtus mexicanus Saussure, 1874
- Euscyrtus necydaloides Walker, 1869
- Euscyrtus nigrifrons Chopard, 1945
- Euscyrtus pallens Karny, 1907
- Euscyrtus pallidus Stål, 1877
- Euscyrtus planiceps Karsch, 1893
- Euscyrtus quadripunctatus Ingrisch, 1987
- Euscyrtus sigmoidalis Saussure, 1878
- Euscyrtus concinnus Haan, 1842
- Euscyrtus hemelytrus Haan, 1842
- Euscyrtus japonicus Shiraki, 1930